# Hugo Marchand
Hugo Marchand (Villeneuve-Saint-Georges, 22 aprile 1981) è un pilota motociclistico francese ritiratosi dall'attività agonistica.

## Carriera
Le prime partecipazioni a gare internazionali risalgono alla stagione 2001 del Campionato Europeo Velocità corsa in classe 250 su una Honda e conclusa al 26º posto.
Dopo due partecipazioni a gare del motomondiale come wild card a bordo di moto Honda, ha debuttato per la prima stagione intera nel Motomondiale 2002 classe 250 con una Aprilia. Con la stessa moto e nella stessa classe ha gareggiato fino al motomondiale 2005 senza mai raggiungere risultati di particolare rilievo.
Hugo Marchand successivamente farà il tester Michelin, per sviluppare le ruote Michelin MotoGP. Nel 2009 prende parte, in qualità di pilota wild card, al primo Gran Premio del Mugello del CIV Superbike. In sella ad una Honda CBR1000RR, chiude la gara al nono posto.
Nel 2010 disputa due gare nel campionato Italiano Superbike conquistando sei punti. In seguito ha corso nel campionato francese Superbike e nel Campionato mondiale Endurance.

## Risultati nel motomondiale
| 2000 | Classe | Moto  |  |  |  |  |    |  |  |  |  |  |  |  |  |  |  |  |  | Punti | Pos. |
| ---- | ------ | ----- |  |  |  |  | -- |  |  |  |  |  |  |  |  |  |  |  |  | ----- | ---- |
| 2000 | 125    | Honda |  |  |  |  | 22 |  |  |  |  |  |  |  |  |  |  |  |  | 0     |      |

| 2001 | Classe | Moto  |  |  |  |     |  |  |  |  |  |  |  |  |  |  |  |  |  | Punti | Pos. |
| ---- | ------ | ----- |  |  |  | --- |  |  |  |  |  |  |  |  |  |  |  |  |  | ----- | ---- |
| 2001 | 250    | Honda |  |  |  | Rit |  |  |  |  |  |  |  |  |  |  |  |  |  | 0     |      |

| 2002 | Classe | Moto    |    |     |     |    |     |    |     |     |     |     |  |     |     |    |    |     |  | Punti | Pos. |
| ---- | ------ | ------- | -- | --- | --- | -- | --- | -- | --- | --- | --- | --- |  | --- | --- | -- | -- | --- |  | ----- | ---- |
| 2002 | 250    | Aprilia | 14 | Rit | Rit | NQ | Rit | 14 | Rit | Rit | Rit | Rit |  | Rit | Rit | 19 | NP | Rit |  | 4     | 33º  |

| 2003 | Classe | Moto    |     |     |     |    |    |     |   |    |     |    |     |     |    |    |    |     |  | Punti | Pos. |
| ---- | ------ | ------- | --- | --- | --- | -- | -- | --- | - | -- | --- | -- | --- | --- | -- | -- | -- | --- |  | ----- | ---- |
| 2003 | 250    | Aprilia | Rit | Rit | Rit | 14 | 11 | Rit | 9 | 16 | Rit | 11 | Rit | Rit | 16 | 13 | 14 | Rit |  | 24    | 23º  |

| 2004 | Classe | Moto    |    |    |    |     |     |    |    |     |    |    |    |    |   |   |    |    |  | Punti | Pos. |
| ---- | ------ | ------- | -- | -- | -- | --- | --- | -- | -- | --- | -- | -- | -- | -- | - | - | -- | -- |  | ----- | ---- |
| 2004 | 250    | Aprilia | 19 | 13 | 17 | Rit | Rit | 18 | 11 | Rit | 13 | 12 | 19 | 14 | 9 | 8 | 12 | NP |  | 36    | 16º  |

| 2005 | Classe | Moto    |     |     |    |    |    |    |  |    |  |  |  |  |  |  |  |  |  | Punti | Pos. |
| ---- | ------ | ------- | --- | --- | -- | -- | -- | -- |  | -- |  |  |  |  |  |  |  |  |  | ----- | ---- |
| 2005 | 250    | Aprilia | Rit | Rit | NQ | NP | 15 | 14 |  | NE |  |  |  |  |  |  |  |  |  | 3     | 28º  |

| Legenda | 1º posto        | 2º posto            | 3º posto            | A punti      | Senza punti        | Grassetto – Pole position Corsivo – Giro più veloce |
| Legenda | Gara non valida | Non qual./Non part. | Ritirato/Non class. | Squalificato | '-' Dato non disp. | Grassetto – Pole position Corsivo – Giro più veloce |